# Marconi Turay
Marconi Turay (ur. 11 sierpnia 1949 w Waterloo) – sierraleoński lekkoatleta specjalizujący się w skoku wzwyż, reprezentant Sierra Leone na Letnich Igrzyskach 1968 w Meksyku.
W roku 1968 na Letnich Igrzyskach Olimpijskich 1968 był uczestnikiem skoku wzwyż. Rywalizację zakończył na rundzie kwalifikacyjnej, ostatecznie zajmując ostatnie, 39. miejsce w klasyfikacji końcowej.